# Claude-Lorrain-Denkmal

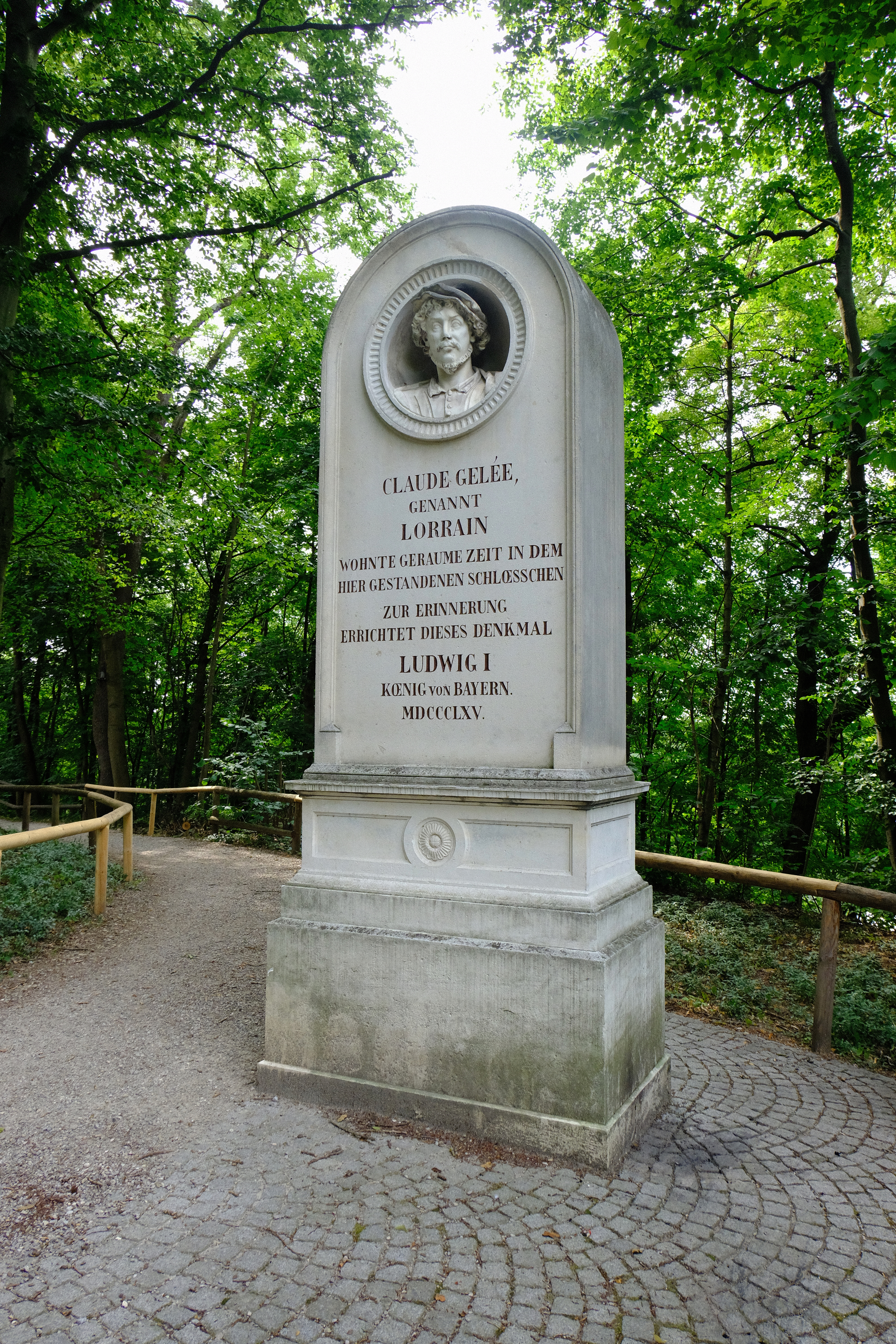
Das 1865 von König Ludwig I. gestiftete Denkmal für Claude Lorrain

Das Claude-Lorrain-Denkmal ist ein Denkmal mit Inschrift für den französischen Maler „Claude Gelée“ (=Gellée) „genannt Lorrain“ in München. Es wurde vor dem St.-Anna-Kircherl an der Stelle des früheren Schlosses Harlaching am Harlachinger Berg errichtet.

## Geschichte
1865 stiftete der kunstsinnige frühere bayerische König Ludwig I. das Denkmal und ließ von Johann von Halbig eine als Relief in einem Medaillon eines marmornen Gedenksteins ausgeführte Büste des Malers nördlich der Kirche am Ort der abgetragenen Ruine des früheren Schlösschens aufstellen, in dem der Künstler einer Überlieferung nach „geraume Zeit“ gewohnt haben soll. In Wirklichkeit ist ein Aufenthalt Lorrains in München nicht dokumentiert, auch war das Schloss zu Gellées Lebzeiten (1600–1682) noch gar nicht erbaut. Verschiedene Verwechslungen und Missverständnisse führten zu dieser Legende, welcher der Stifter in seiner Kunstbesessenheit wohl nur allzu gerne Glauben schenkte, um nicht zuletzt sich selbst auf diese Weise ein Denkmal setzen zu können.